# Veleševec
 Veleševec  falu Horvátországban Zágráb megyében. Közigazgatásilag Orle községhez tartozik.

## Fekvése
Zágráb központjától 30 km-re, községközpontjától 4 km-re délkeletre a Száva jobb partján, a folyó egyik holtága mellett fekszik. Természeti környezete különösen szép, melyet északkeletről a Száva, délnyugatról a Szávát és az Odrát összekötő csatorna, valamint erdők határolnak. A falu központja a Száva holtágából kialakult tó mellett félkörívben fekszik, mely a horgászok kedvelt helye.

## Története
Veleševec plébániáját 1790-ben alapították, plébániatemplomát 1871-ben építették.
1857-ben 875, 1910-ben 1092 lakosa volt. Trianon előtt Zágráb vármegye Nagygoricai járásához tartozott. 1996-ban az újonnan alapított Orle községhez csatolták. 2001-ben a falunak 506 lakosa volt.

## Lakosság
| Lakosság változása | Lakosság változása | Lakosság változása | Lakosság változása | Lakosság változása | Lakosság változása | Lakosság változása | Lakosság változása | Lakosság változása | Lakosság változása | Lakosság változása | Lakosság változása | Lakosság változása | Lakosság változása | Lakosság változása |
| ------------------ | ------------------ | ------------------ | ------------------ | ------------------ | ------------------ | ------------------ | ------------------ | ------------------ | ------------------ | ------------------ | ------------------ | ------------------ | ------------------ | ------------------ |
| 1857               | 1869               | 1880               | 1890               | 1900               | 1910               | 1921               | 1931               | 1948               | 1953               | 1961               | 1971               | 1981               | 1991               | 2001               |
| 875                | 879                | 856                | 979                | 1010               | 1092               | 1056               | 1034               | 966                | 948                | 914                | 758                | 652                | 576                | 506                |

## Nevezetességei
Szent Péter apostol tiszteletére szentelt plébániatemploma a horvát neogótikus építészet egyik legkiválóbb és legismertebb alkotása. A templom 1869 és 1871 között épült a cseh származású építész Karel Řivnáč tervei szerint. Berendezésének legnagyobb része is az 1870-es években készült. Három oltára körül a késő romantika egyik legreprezentatívabb képviselője a főoltár. Orgonája 1874-ben Heferer zágrábi műhelyében épült. A padok, a szószék, a keresztelő medence és a gyóntatószékek szintén ebben az időben készültek. A templom belső díszítése 1885-ben a belső festéssel fejeződött be, mely a zágrábi festő és építész August Posilović alkotása, aki sikeresen ötvözte a népi és a gótikus elemeket. A festés figurális része később, valószínűleg a 20. század elején készültek. Különösen nevezetes a "Szent" Zvonimir királyt az egyesített horvát állam első királyát ábrázoló kép, mivel őt az egyház nem nyilvánította szentté. 1993-ban a templom új toronysisakot kapott és a háborúban megsérült orgonáját renoválták. A templom búcsúnapján június 29-én a hívek hagyományos körmenetet tartanak.

## Kultúra
A falu népi együttesét a "Glas Posavine" együttest 1997-ben alapították, ma 25 tagja van. Az együttes a település énekes és táncos hagyományait ápolja. Fellépnek a különböző népzenei fesztiválokon, melyek közül kiemelkedik a Goricai esték és a falu búcsúja.